# هنري دايسن
هنري دايسن (بالنرويجية البوكمول: Henry Diesen)‏ هو رئيس تحرير صحيفة نرويجي، ولد في 3 أبريل 1882، وتوفي في 7 يناير 1953.